# Denkmalschutzamt Hamburg
Das Denkmalschutzamt Hamburg ist eine Abteilung der Behörde für Kultur und Medien und zugleich oberste Denkmalbehörde der Freien und Hansestadt Hamburg. Zu seinen Aufgaben gehören die Erforschung, der Schutz und Erhalt der Kulturdenkmäler im Stadtstaat. Die Bodendenkmalpflege wird in Hamburg vom Archäologischen Museum Hamburg (Helms-Museum) wahrgenommen.
Die Grundlage von Denkmalschutz und Denkmalpflege bildet das Denkmalschutzgesetz der Freien und Hansestadt Hamburg. Dem Denkmalschutzamt ist ein unabhängiger Denkmalrat beigegeben, der in grundsätzlichen Fragen berät.
Für die rechtskräftig unter Schutz gestellten Kulturdenkmäler besteht eine Denkmalliste.

## Landeskonservatoren
- Richard Stettiner (1921 bis 1927)
- Hermann Röver (1927 bis 1934) (zuerst kommissarisch)
- Hans Bahn (1934 bis 1945)[2]
- Bernhard Hopp (1945 bis 1950) (kommissarisch)
- Günther Grundmann (1950 bis 1959)
- Joachim Gerhardt (1959 bis 1972)[3]
- Manfred F. Fischer (1973 bis März 1998)
- Volker Konerding (kommissarisch)
- Eckart Hannmann (November 1998 bis Januar 2006)
- Frank Pieter Hesse (Februar 2006 bis Juli 2013)
- Andreas Kellner (August 2013 bis April 2020)
- Anna Joss (seit April 2020)[4]